# Angelo Conterno
Angelo Conterno (Turín, 13 de marzo de 1925 - 1 de diciembre de 2007) fue un ciclista italiano de los años 1950, cuyo mayor logro como profesional fue el triunfo en la Vuelta ciclista a España 1956, siendo líder desde la 2ª (la cual ganó) hasta la última etapa y aventajando a Jesús Loroño, segundo clasificado, en 13 segundos al finalizar la competición. Fue el primer italiano que ganó la Vuelta a España.

## Palmarés
| 1952 - 1 etapa del Giro de Italia 1953 - Giro de los Apeninos 1954 - 1 etapa del Giro de Italia - Giro de Lazio 1955 - 1 etapa del Giro de Italia 1956 - Vuelta a España, más 1 etapa - Giro di Campania 1957 - Giro del Veneto | 1958 - Giro Reggio Calabria 1959 - Campeonato de Zúrich - 3.º en el Campeonato de Italia de ciclismo en ruta - Tour de Tessin - 1 etapa del Tour de Romandía 1960 - 3.º en el Campeonato de Italia de ciclismo en ruta 1961 - Giro del Piamonte - Trofeo Matteotti |

## Resultados en Grandes Vueltas y Campeonato del Mundo
| Carrera         | 1950 | 1951 | 1952 | 1953 | 1954 | 1955 | 1956 | 1957 | 1958 | 1959 | 1960 | 1961 | 1962 | 1963 | 1964 | 1965 |
| --------------- | ---- | ---- | ---- | ---- | ---- | ---- | ---- | ---- | ---- | ---- | ---- | ---- | ---- | ---- | ---- | ---- |
| Giro de Italia  | -    | -    | 24.º | 5.º  | 10.º | 18.º | -    | Ab.  | Ab.  | 14.º | 21.º | 16.º | 21.º | 27.º | -    | -    |
| Tour de Francia | -    | -    | -    | -    | -    | -    | 41.º | -    | -    | -    | -    | -    | -    | -    | -    | -    |
| Vuelta a España | -    | X    | X    | X    | X    |      | 1.º  | -    | -    | -    | -    | -    | -    | -    | -    | -    |
| Mundial en Ruta | -    | -    | -    | -    | -    | -    | -    | -    | -    | 10.º | -    | 12.º | -    | -    | -    | -    |